# Ölandsgökbi
Ölandsgökbi (Nomada similis) är en biart som beskrevs av Morawitz 1872. Den ingår i släktet gökbin och familjen långtungebin. Inga underarter finns listade i Catalogue of Life.

## Beskrivning
Som hos alla gökbin är kroppen långsträckt. Den har svart grundfärg på huvud och mellankropp, men med röda käkar, skulderhörn och partier vid vingfästena. Antennernas sista led är även den röd. Bakkroppen är nästan helt rödbrun med undantag av första tergiten, det främsta segmentet på ovansidan, som är svart. Hanen har oftast en gul fläck på vardera sidan av tergit 2 och ibland även tergit 3. Längs sidorna på bakkroppen har arten ljusa, kortväxta hårband. Kroppslängden är 8 till 10 mm. Förväxlingsarter är mörkgökbi och slåttergökbi.

## Ekologi
Ölandsgökbiet bygger inga egna bon, utan larven lever som boparasit hos storfibblebi, där den dödar ägget eller larven och lever på det insamlade matförrådet. Arten håller till i liknande habitat som värdarten som sand- och grustäkter, torra, öppna gräsmarker, hedmarker och skogsbryn. Arten flyger gärna till gula fibblor som rotfibbla och gråfibbla. I Nederländerna har den även rapporterats från åkertistel. Flygtiden på kontinenten varar från mitten av juni till september, i norra delen av utbredningsområdet från juni till juli.

## Utbredning
Arten är endemisk för Europa, där den finns i västra Europa från södra delen av Iberiska halvön till Kanalöarna och norra Nederländerna, i Centraleuropa från mellersta Italien till Tyskland, Polen, Danmark och Sverige, samt på Balkan från glesa förekomster i Rumänien till Grekland och Albanien. I Skandinavien fanns den, förutom sällsynt i Danmark, länge endast på Öland. Undersökningar på 2000-talet har emellertid även avslöjat förekomster i Småland och Skåne.

## Status
Internationellt klassificerar IUCN arten som livskraftig ("LC"). Populationen minskar emellertid. Främsta orsaken tros vara det moderna skogsbruket, som minskar tillgången på lämpliga födoväxter för värdarten, som är starkt födospecialiserad. I Sverige är arten rödlistad som sårbar ("VU"), och främsta hotet anses vara habitatförlust till följd av uppodling av sandfält, eller byggnation på desamma. Det positiva resultatet av inventeringarna nämnda under Utbredning ovan har emellertid även påverkat rödlistebedömningen: 2005 var den klassificerad som akut hotad ("CR"), och 2010 som starkt hotad ("EN").